# Брэй, Софи
Софи Брэй (англ. Sophie Bray, род. 12 мая 1990, Грас) — британская хоккеистка на траве, нападающая клуба «Ист-Гринстед». В составе сборной Великобритании — чемпион летних Олимпийских игр 2016 года. На международных турнирах представляет Англию, в её составе — чемпионка Европы 2015 года.

## Спортивная карьера
Занималась в детстве хоккеем на траве, футболом и теннисом, представляла графство Суррей на турнирах Великобритании в возрасте 11 лет. Некоторое время играла за команду «Фулхэм Лэдис» (женская команда ФК «Фулхэм»), в возрасте 16 лет выступала за команду по хоккею на траве. Представляет клуб «Ист-Гринстед». За сборную Англии выступала на Играх Содружества в 2014 году (серебряная медалистка) и на чемпионате Европы 2015 (чемпионка). В составе сборной Великобритании выиграла Олимпийские игры 2016 года в Рио-де-Жанейро.

## Личная жизнь
Родилась во Франции, где её отец работал консультантом по маркетингу. Позже перебралась с семьёй в Клэйгейт, в графство Суррей. Окончила школу Тиффин для девочек и Бирмингемский университет, где изучала психологию.